# Pogoda domu niechaj będzie z Tobą...
Pogoda domu niechaj będzie z Tobą... – polski film dokumentalny z roku 1979 w reżyserii Andrzeja Wajdy.

## Fabuła

### Bohater filmu
Jarosław Iwaszkiewicz